# Грана (Асти)
Грана (итал. Grana) је насеље у Италији у округу Асти, региону Пијемонт.
Према процени из 2011. у насељу је живело 615 становника. Насеље се налази на надморској висини од 279 м.

## Становништво
| 1936. | 1951. | 1961. | 1971. | 1981. | 1991. | 2001. | 2011. |
| ----- | ----- | ----- | ----- | ----- | ----- | ----- | ----- |
| 1.500 | 1.206 | 940   | 891   | 776   | 675   | 611   | 622   |